# Nazionale femminile di pallacanestro del Gabon
La nazionale di pallacanestro femminile del Gabon è la rappresentativa cestistica del Gabon ed è posta sotto l'egida della Federazione cestistica del Gabon.

## Piazzamenti

### Campionati africani
- 2005 - 9°
- 2015 - 7°

## Formazioni

### Campionati africani
Campionato africano femminile di pallacanestro 20054 Mbya Mebyame, 5 Onangah, 6 Aboghe, 7 Moussonda, 8 Nziengue, 9 Leyama, 10 Etoubé, 11 Yeno, 12 Biloghe Adogue, 13 Sila, 14 Mpaga Nkoma, 15 Kopia,        All. -
Campionato africano femminile di pallacanestro 20154 Obone N'nang, 5 Angue, 6 N'to, 7 Mouleka, 8 Folake, 9 Anguiba, 10 Tsoungui, 11 Robert, 12 M'Baikoua, 13 Aboghe Pamba, 14 Mouele, 15 Moussirou,        All. Servais Allogho